# Sipos Béla (közgazdász)

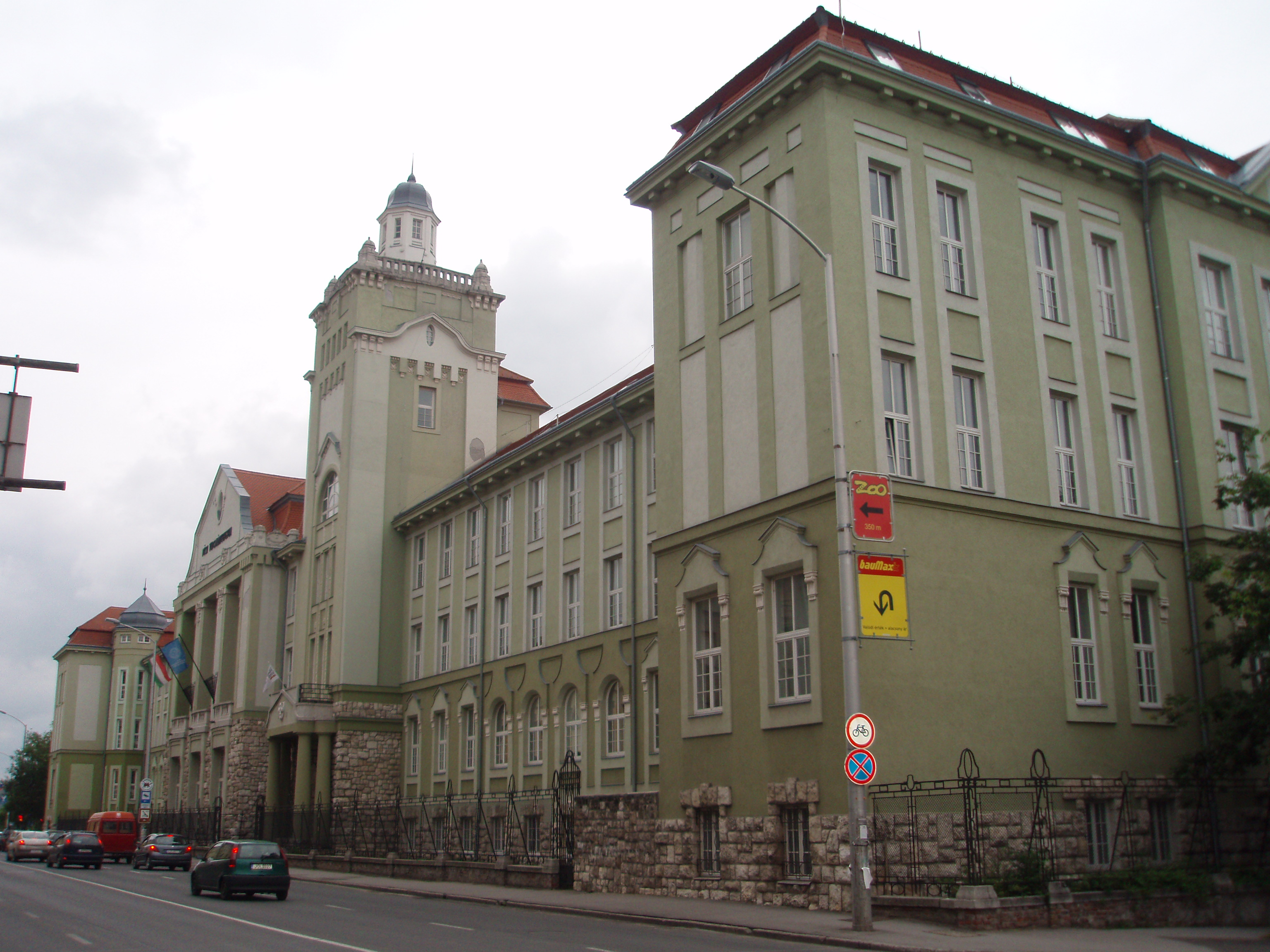
Pécsi Tudományegyetem Közgazdaságtudományi Kara. Rákóczi út 80. 1971–2017 között itt tanított

Sipos Béla (Sopron, 1945. április 7. –) magyar közgazdász, statisztikus, egyetemi tanár. A Pécsi Tudományegyetem Szenátusa a konjunktúra-kutatás és prognosztika területén kifejtett úttörő tevékenységéért, 2013. január első napjától a professor emeritus címet és az egyetem címerével ellátott arany kitűzőt adományozta neki mint a Közgazdaságtudományi Kar egyetemi tanárának.

## Élete
Szülei, dr. Sipos Béla és Szakács Dóra Erdélyből települtek át Magyarországra, 1944-ben. Két húga van: Dóra (1947) és Judit (1951). Budapesten élt 1971-ig, amikor is Pécsre települt.
Az általános iskolát a Budapest II. kerület, Margit körúti (Mártírok útjai) általános iskolában (1951–1954), majd a Medve utcai általános iskolában (1954–1959 között, a 8. b osztályban) végezte. 1963-ban az Óbudai Árpád Gimnáziumban kitűnő eredménnyel érettségizett. Az Arany Dániel-versenyen 1959-ben döntőbe jutott. Ezután tanulmányait a Marx Károly Közgazdaságtudományi Egyetem (MKKE) folytatta, ahol 1967-ben közgazdász diplomát szerzett. Az egyetem III. és IV. évfolyamán Népköztársasági ösztöndíjban részesült.
Családfakutatási eredményeit, forrásanyagait a Magyar Nemzeti Levéltár részére 2013 óta adja le. A levéltári anyag átfogó megnevezése: „Dr. Sipos Béla családtörténeti gyűjteménye, köztük a kutatás során készített digitális anyakönyvi és szakirodalmi képállomány. Időköre 1772–21. század. OL. 03/63/2013.” Kutatási eredményeit 2015-ben kezdte meg publikálni a MACSE Matrikula című elektronikus folyóiratában.
Kutatási területe 1968 óta a prognosztika. 1971-ig prognosztikai szakértőként dolgozott a Ganz Villamossági Műveknél, munkatársaival foglalkozott gyártmányösszetétel-optimalizálással, munkaerő- és bérprognosztizálással, hálótervezéssel és a matematikai-statisztikai módszerek iparvállalati alkalmazásával. Kutatási együttműködésük eredményeként egy szakkönyvet és 15 tanulmányt publikáltak különböző szaklapokban, közülük kettő nívódíjat kapott. Ugyanakkor a gyakorlatban nem sikerült kutatási eredményeiket a GVM-nél alkalmazni, mert mint kiderült, a vállalatnak semmiféle önállósága nem volt. A KGST-ben, pontosabban Moszkvában döntötték el, hogy mit termeljenek.
1980 és 1989 között a Pécsi Bőrgyár árprognosztikai szakértője volt. Itt a szakmai eredmények, a konjunktúrakutatás és prognosztizálás módszertannak kimunkálása és gyakorlati alkalmazása mellett cége jelentős megtakarításokat ért el, ennek összege 1984-ben húszmillió forint volt. A nyersbőrárak elég szabályos, ötéves konjunktúraciklusainak ismerete alapján a Pécsi Bőrgyár akkor vásárolt nyersbőrt a nemzetközi piacon, amikor a bőrárak a ciklus mélypontján voltak, és prognosztizálni lehetett, hogy az árak emelkedni fognak. Ezt a vásárlást taktikai elővásárlásnak nevezték. Az 1983-as taktikai elővásárlás több mint 10 millió devizaforint megtakarítást eredményezett. A nyersbőrárak prognosztizálása során kiderült, hogy az árak 1929 és 1933 között, illetve 1979-ben igen magas szintre emelkedtek, és ez rávilágított arra, hogy ez az ún. 50–60 éves Kondratyjev-ciklusok hatásának tulajdonítható. A másik tényező az volt, hogy 1948 után a konjunktúraciklusokkal gyakorlatilag nem foglalkoztak a témakör kutatói, a dogma az volt, hogy a szocializmus alaptörvénye szerint a használati érték tömege a szocializmusban szakadatlanul növekszik, tehát nincsenek konjunktúraciklusok. A Heller Farkas (1877–1955) iskola eredményeinek feldolgozása és továbbfejlesztése ennek volt a következménye. Világviszonylatban elsőként bizonyította, hogy a Kondratyjev-ciklusok vagyis a hosszú, 50–60 éves ciklusok a szocialista országok idősoraiban is igazolhatók. Az MTA Doktori értekezésének vitájára csak 1987 után kerülhetett sor, amikor a Szovjetunióban Nyikolaj Dmitrijevics Kondratyjevet és társait rehabilitálták, akiket 1936 és 1938 között koholt vádak alapján végeztek ki. 1987 előtt a kijelölt három opponens közül támogató véleményét csak Kovács Géza egyetemi tanár merte elkészíteni. Heller Farkas közgazdász professzor és iskolájának rehabilitálásában részt vett, több tanulmányt és két könyvet írt e témakörben (ld. Heller Farkas). Orlando dos Santos portugál kutató aspiránsvezetője volt. „Jelentős szerepet játszott a korszerű matematikai-statisztikai módszerek illetve a számítógépes prognosztikai tervezés magyarországi bevezetésében.” 

### Családja
1970-ben kötött házasságot Rédey Katalin (1947–2025) statisztikussal. Két fiuk: Béla (1971) ügyvéd Győrben és Balázs (1972) a Pécsi Törvényszék elnöke.
Öt unokájuk Béla Máté (2003), Rebeka (2007), Bertalan (2009), Hédi (2010), Dóra Mária (2016).
Felesége 2025. május 30-án Zsuzsa nővérénél Szentendrén váratlanul elhunyt. A Deák téri evangélikus templom urnatermében (B2/45 urnafülke) temették el.

## Munkahelyei, beosztásai
- 1967–1968. Közgazdász-szervező gyakornok. Magyar Optikai Művek. Budapest
- 1968–1970. Tudományos segédmunkatárs a Kohó- és Gépipari Minisztérium Ipargazdasági, Szervezési és Számítástechnikai Intézet[21] státuszában az MKKE Ipari Üzemszervezési Tanszékén. Tanszékvezető Varga Sándor
- 1971. Egyetemi tanársegéd. Marx Károly Közgazdaságtudományi Egyetem Kihelyezett Nappali Tagozata Pécs. Tanszékvezető Komjáti Zoltán
- 1975. Egyetemi adjunktus Pécsi Tudományegyetem Közgazdaságtudományi Kar (KTK)
- 1981. Egyetemi docens Pécsi Tudományegyetem KTK
- 1989. Egyetemi tanár Janus Pannonius Tudományegyetem (JPTE)[22]
- 2013. Professor emeritus. PTE KTK

### Vezetői megbízatásai
- 1982–1996. Szakvezető a posztgraduális (tervező-elemző illetve mérnök-közgazdász) szakon. PTE KTK
- 1984–1988. „Ökonomist” gazdasági munkaközösség vezetője.[23]

- 1993–1997. JPTE Közalkalmazotti Tanács[24] választott elnöke, a Rektori Tanács és az Egyetemi Tanács tagja
- 1997–1999. JPTE általános és tudományos rektorhelyettese
- 2000–2003. Pécsi Tudományegyetem általános és integrációs rektorhelyettese
- 2003–2007. Pécsi Tudományegyetem egyetemfejlesztési és pályázatügyi rektorhelyettese

## Tudományos fokozatai, címei
- A gépipari vállalatok területi elhelyezkedésének hatása az igazgatási szervezetre a KGM területén. Egyetemi doktori értekezés. Minősités. “summa cum laude” MKKE 1969.

- A közgazdaságtudomány kandidátusa, (MTA, 1980): a „Tudományos elemzések és prognózis-módszerek hasznosítása az iparvállalatok tervének megalapozásában” című értekezéséért[25][26]
- Magyar Tudományos Akadémia (MTA) Doktora (Ökonometria, 1988): a „Gazdasági hullámzás prognosztizálása. (Konjunktúraelemzés- és prognosztizálás matematikai, statisztikai módszerekkel)” című értekezéséért[27][28] Magyarországon első volt, aki ökonometriából az MTA Doktori fokozatot megszerezte.[29][30]

## Díjai, elismerései
- Az 1967-es Magyar Országos Tudományos Konferencián „Az egyéni és csoportos bérformák fejlesztésének irányai” c. tudományos diákköri dolgozatával első helyezést ért el.[31]
- OTDK Emlékplakett. 1970. Marx Károly Közgazdaságtudományi Egyetem-tanácsülések. 1970. április 22. A tudományos diákköri munkában résztvevő és a IX. Országos TDK ülésszakon eredményesen szereplő hallgatóknak, az ülésszak KISZ-szervezőinek, mindenekelőtt Móczár Józsefnek és Sipos Bélának emlékplakettet ajándékoztak.[32]
- Nívódíjas tanulmányok:
- Borli Károly–Sipos Béla: A fizikai dolgozók szakképzettségének és bérének prognosztizálása. Ipari és Építőipari Statisztikai Értesítő 1978. 1–2. sz. 21–28.[33]
- Borli Károly–Sipos Béla: A nem fizikai foglalkozásúak létszámának alakulása és prognosztizálása az iparvállalatoknál. Ipari és Építőipari Statisztikai Értesítő 1978. 5. sz. 158–165.[34][35]

- Pécsi Akadémiai Bizottság Pálya díjai. Harmadik díj. Rédey Katalinnal megosztva.[36]
- A Statisztikai Szemle nívódíjában Fényes Elek-díjban részesült a Rédey Katalin-Sipos Béla: Termelési függvények a magyar ipar néhány ágazatában. Statisztikai Szemle 1980. évi 7. sz. 692-708. című tanulmányuk.[37]
- Kiváló Munkáért kitüntető jelvényt 1988-ban kapta a művelődési minisztertől.
- 1998–2002 között Széchenyi Professzori Ösztöndíjas.[38]
- A Vállalati prognosztika c. könyve és a könyvet támogató szoftverek alapján a JPTE rektora által adományozott „Az év legjelentősebb publikációja” megosztott díjban részesült 1996-ban. A jelentősen átdolgozott Vállalati prognosztika. (Elmélet – Módszertan – Szoftverek JPTE Kiadó. Pécs, 1999) közel négyszáz oldalas monográfiája a tananyag korszerűsítéséért pályázat alapján a PTE KTK megosztott I. díját nyerte el 1999-ben.[39]
- Göncz Árpád a Magyar Köztársaság elnöke személyes megbecsülése jeleként több évtizedes kimagasló tudományos és közéleti tevékenységéért 2000. évi április hó 20. napján a Köztársasági Elnök Aranyérme kitüntetésben részesítette.[40]
- A Pécsi Tudományegyetem aranygyűrűje 2003,[41] 2007.
- 2009 „A magyar tudományos jövőkutatásért” emlékplakett, MTA IX. Osztály Jövőkutatási Bizottság
- 2021-ben az MTA Statisztikai és Jövőkutatási Tudományos Bizottság (JTAB) „A Magyar Tudományos Jövőkutatásért” emléklapot adományozott Sipos Bélának.[42]

## Közéleti szerepvállalása
- 1980–2009. MTA Jövőkutatási Bizottságának tagja, 1990-től 1999-ig alelnöke.[43][44][45]
- 1985–1989. Hazafias Népfront Országos Tanácsának a tagja. Az MSZMP-nek nem volt tagja.[46]
- 1985–2002. The EURO Working Group on Financial Modelling társaság tagja
- 1985–2008. OTKA kutatások vezetője
- 1990–2016. Statisztikai Szemle szerkesztő bizottságának tagja
- 1998–2001. A Tempus UM JEP 1302098 nemzetközi kutatási munka résztvevője
- 1993-1997. A Janus Pannonius Tudományegyetem Alapítványa kuratóriumának elnöke. [47]

- 1999–2002. A Felsőoktatási Fejlesztési Alap Bizottságának tagja[48]
- 1987–2000. Egyetemi Tanács (Szenátus) választott tagja (5. ciklusban)
- 2000–2006. Országos Statisztikai Tanács választott alelnöke
- 2001–2014. Gazdaságtudományi Minősítő Bizottság tagja.[49][50]
- 2001–2003. OTKA műszerbizottság választott tagja
- 2003–2007. Magyar Felsőoktatás Barátai Alapítvány Kuratóriumának a Magyar Rektori Konferencia által megválasztott elnöke

## Az általa oktatott tárgyak
- Vállalati szervezés és tervezés. 1968–1980
- Vállalati prognosztika és tervezés. 1981–1990
- Ökonometria és prognosztika. 1991–2006
- Kehl Dániel–Sipos Béla: Excel parancsfájlok felhasználása statisztikai elemzésekhez (.pdf)[51] ARIMA és SPEKTRAL analizis[52] (.zip) Determinisztikus idősorkutatás (.zip) Korreláció-regressziószámítás (.zip) Elemi műveletek (zip) SABL (zip)[53]
- Kehl Dániel–Sipos Béla: Excel parancsfájlok felhasználása statisztikai elemzésekhez, teljes.[54]
- Termelési függvények felhasználása elemzésre. (magyar nyelven). Sipos Béla. (Hozzáférés: 2023. július 18.)

## Legfontosabb publikációi
- Publikációinak száma: 280. Független hivatkozások száma 997. Hirsch index, független 8. (2025. 08. 01.)[55]
- Google Tudós. 39 tanulmány. 226 hivatkozás. 2025.05.21.[56]
- Az ECONBIZ Find Economic Literature 27, főleg angolnyelven megjelent tanulmányának elérhetőségét közölte.„Search Results - "Sipos, Béla"”, EconBiz (Hozzáférés: 2020. június 28.)
- Technische Universitat Braunschweig Sipos Béla 26 tanulmányának elérhetőségét közölte.Ergebnis Ihrer Suche – Person:"Sipos, Béla" (német nyelven). katalog.ub.tu-braunschweig.de. (Hozzáférés: 2020. június 28.)
- Sipos Béla (1945–) 18 publikációjának adatai. OSZK. Katalógus.[57]
- Sipos Béla 33 publikációjának az adatai. OSZK. Katalógus.[58]
- Sipos Béla 29. tanulmánya, 14 tanulmányt teljes szöveggel közöltek. MATARKA. Magyar folyóiratok tartalomjegyzékeinek kereshető adatbázisa.[59]
- Borli Károly–Sipos Béla: Iparvállalati prognóziskészítés matematikai, statisztikai módszerekkel; Közgazdasági és Jogi Könyvkiadó, Budapest, 1977
- Iparvállalati prognosztika; Prodinform, (Időszerű gazdaságirányítási kérdések), Budapest, 1981
- Termelési függvények – vállalati prognózisok; Közgazdasági és Jogi Könyvkiadó, Budapest, 1982
- Iparvállalati árprognózisok; Prodinform, (Időszerű gazdaságirányítási kérdések), Budapest, 1982
- Konjunktúraelemzés – és prognosztizálás. (A Heller Farkas iskola eredményeinek felhasználásával.); Prodinform, (Időszerű gazdaságirányítási kérdések), Budapest, 1983
- Vállalati tervezés II. Vállalati prognosztika; Tankönyvkiadó, Budapest, 1983
- Vállalati tervezés V. Iparvállalati tervszámítások: Számítógépes esettanulmányok; Tankönyvkiadó, Budapest, 1984
- Vállalati árelőrejelzések; Közgazdasági és Jogi Könyvkiadó, Budapest, 1985
- Empirical Research and Forecasting Based on Hungarian and World Economic Data Series. The Long-Wave Debate. Selected Papers from an IIASA (International Institute for Applied Systems Analysis) International Meeting on Long-Term Fluctuations in Economic Growth: Their Causes and Consequences, Held in Weimar, GDR, June 10–14, 1985. Springer Verlag. 1987.[60][61]
- Munkaügyi prognózisok I–II. ; Országos Műszaki Információs Központ és Könyvtár (OMIKK), Budapest, 1987
- Sipos Béla. „Prognostification and Empiric Research of Kondratiew Cycles”. Studia Oeconomica Auctoritate Universitatis Pécs Publicata. Pécs. 22. o., 1987
- Rédey Katalin–Sipos Béla: Gyártmányösszetétel optimálása a lineáris programozás (LP) felhasználásával; Országos Műszaki Információs Központ és Könyvtár (OMIKK), Budapest, 1988
- A vállalati bérpolitika megalapozása számítógépek segítségével; Prodinform, (Időszerű gazdaságirányítási kérdések) Budapest, 1988
- Heller Farkas. A múlt magyar tudósai. Akadémiai Kiadó.[62] Budapest, 1990
- Vállalati prognosztika: Piaci és termelési prognózisok készítése; Janus Pannonius Egyetemi Kiadó, Pécs, 1994
- Béla Sipos–Tibor Kiss. „Extrapolation Economic Indicators with REGAL, Expert System for Multiple Regression Analysis”. In: Euro, Working Group On Financial Modelling (szerk.) The Newsletter of the EURO Working Group on Financial Modelling Newsflow. Bergamo, Olaszország : University of Bergamo, 7–8., 2 o. 1995
- Béla Sipos: „Empirical research of long-term cycles”. STATISZTIKAI SZEMLE [Statistical Survey] 75: 1. ksz. 119–128. o, Budapest, 1997[63]
- Sipos Béla – Kiss, Tibor. REGAL: Expert system for multiple linear regression analysis. STATISZTIKAI SZEMLE 76 : klsz 35–49. o. Budapest, 1998[64]
- A termékszerkezet és az értékesítési program tervezése egy iparvállalatnál In: Hanyecz, Lajos: Menedzsment esettanulmányok. Döntéshozatal – Üzleti tervezés; Janus Pannonius Egyetemi Kiadó, Pécs, 1998

- Empirical Research and Forecasting of Kondratiev Cycles. In. On the eve of the 21st century. Akadémiai Kiadó. 1998.[65]

- Vállalati prognosztika: Elmélet – módszertan – szoftverek: Janus Pannonius Egyetemi Kiadó, Pécs, 1999
- Kiss Tibor–Sipos Béla. „ExpS for Windows, a software application”. STATISZTIKAI SZEMLE 78 : Klnsz pp. 146–164., 2000[66]
- Sipos Béla–Kiss Tibor. „ExpS for Windows, a software application”. In: Rekettye, Gábor (szerk.) The Significance of the Last Decade : Papers to commemorate the thirtieth anniversary of the Pécs Faculty of Business & Economics. Pécs, Magyarország, Janus Pannonius Egyetemi Kiadó, 2000
- The Long term Cycles of Economic Life in Hungary and int he World Economy: in.: Part I. Innovation in Hungary. Innovation, Entrepreneurship, Regions and Economic Development: International Experiences and Hungarian Challenges. Ed.: Attila Varga and László Szerb; PTE, 2002
- Sipos Béla. „The Development of Informatics in University of Pécs” pp. 198–204. In: A J, Kallenberg (szerk.) The new educational benefits of ICT in higher education proceedings: [European Conference The New Educational Benefits of ICT in Higher Education, Rotterdam, 2–4 September 2002 Rotterdam, Hollandia : Erasmus University Rotterdam, 2002
- Béla Sipos „Analysis of long-term tendencies in the world economy and Hungary”. STATISZTIKAI SZEMLE [Statistical Survey] 80: Klnsz 86–102. o. 2002[67]
- Sipos Béla-Kehl Dániel. „Secular Trends and Long Cycles in the US Economy”. DEVELOPMENT AND FINANCE 5: 4 3–12. o. 2007[68]
- Sipos Béla–Kehl Dániel. „Potential Impacts of Changes in per Capita GDP”. DEVELOPMENT AND FINANCE 7: 4 pp. 43–52. 2009.[69]
- Heller Farkas (1877–1955) szerepe a hazai konjunktúrakutatás létrejöttében: In: Bekker Zsuzsa (szerk.) Tantörténet és közgazdaságtudomány: Ünnepi dolgozatok Mátyás Antal professzor születése 80. és tanári pályájának 50. évfordulója alkalmából; Aula, Budapest, 2003
- Kehl Dániel-Sipos Béla. Excel parancsfájlok felhasználása a statisztikai elemzésekben. Oktatási segédlet. Gyakorlati alkalmazások. OSZK-MEK (PDF és XLSM) (magyar nyelven). (Hozzáférés: 2022. március 1.)
- Medve utcai iskola (Csik Ferenc Általános Iskola és Gimnázium) 150 éve (1872–2022) OSZK-MEK (magyar nyelven). Sipos Béla. (Hozzáférés: 2023. március 1.)
- Heller Farkas (1877–1955) egy európai hírű közgazdász pályafutása OSZK-MEK (magyar nyelven). Sipos Béla. (Hozzáférés: 2023. március 8.)
- Az Óbudai Árpád Gimnázium 120 éve (1902–2022) OSZK-MEK (magyar nyelven). Sipos Béla. (Hozzáférés: 2023. április 13.)
- A konjunktúra-ciklusok elemzése és prognosztizálása. OSZK-MEK (magyar nyelven). Sipos Béla. (Hozzáférés: 2023. május 10.)
- Heller Farkas (1877–1955) egy európai hírű közgazdász pályafutása OSZK-MEK (magyar nyelven). Sipos Béla. (Hozzáférés: 2023. március 8.)
- Fülei-Szántó Endre a bölcsész, nyelvtudós (1924–1995). Egy „varázslatos ember” élettörténete. (magyar nyelven). Kiss Zoltán–Sipos Béla. (Hozzáférés: 2023. június 13.)
- Termelési függvények felhasználása elemzésre. (magyar nyelven). Sipos Béla. (Hozzáférés: 2023. július 18.)
- Hozzájárulás a Marx Károly Közgazdaságtudományi Egyetem 1953–1989 közötti történetének a megismeréséhez. (magyar nyelven). Sipos Béla. OSZK-MEK. (Hozzáférés: 2023. december 27.)
- A konjunktúra-ciklusok elemzése és prognosztizálása. 978-620-6-79750-0. Kiadja GlobeEdit Kiadó. 2024-03-02. [70]
- A Pécsi Tudományegyetem Közgazdaságtudományi Karának 1970-2000 közötti története. (magyar nyelven). Sipos Béla. OSZK-MEK. (Hozzáférés: 2024. szeptember 13.)
- Dr. Sipos III. Béla: A Sipos (kézdimárkosfalvi) és rokon Barabás (kézdimárkosfalvi), Jakó (lisznyói), Keresztes (nagybaconi) és Bodola (zágoni) családfák I.-II. rész.MATRIKULA 2020. X. évfolyam 1. számMATRIKULA 2020. X. évfolyam 3. szám
- Sipos Béla: A Sipos (kézdimárkosfalvi) és rokon (Barabás, Bodolla, Jakó stb.) családok története és a családfák. OSZK-MEK. mek.oszk.hu (Hozzáférés: 2022. január 28.)
- Sipos Béla: A Terray (légrádi és szigligeti, felvidéki) család története és családfája. OSZK-MEK. mek.oszk.hu (Hozzáférés: 2022. január 28.)
- Sipos Béla: A Szakács (székelyszenterzsébeti) és rokon székely családok története és családfái. OSZK-MEK. mek.oszk.hu (Hozzáférés: 2022. január 28.)
- Boldog Györgyi-Dr. Sipos III. Béla: A Szakács (székelyszenterzsébeti) és rokon székely családok története és családfái (1. 2. 3. rész) MATRIKULA 2017. 1. 2. 3. szám.Boldog Gyöngyi-Sipos Béla: A Szakács (székelyszenterzsébeti) családfa I.Boldog Gyöngyi-Sipos Béla: A Szakács (székelyszenterzsébeti) családfa II.Boldog Gyöngyi–Sipos Béla: A Szakács (székelyszenterzsébeti) családfa III
- Sipos Béla: A Schulek (felvidéki) család története és családfája. OSZK-MEK. mek.oszk.hu (Hozzáférés: 2022. január 28.)
- Sipos Béla: A Reuss (szepesbélai, felvidéki) család története és családfája. OSZK-MEK. mek.oszk.hu (Hozzáférés: 2022. január 28.)
- Sipos III. Béla. A Murár-Rédey (Ritter) családfa. I. rész.Dr. Sipos III. Béla. A Murár-Rédey (Ritter) családfa. MATRIKULA 2018. 1. szám
- Sipos III. Béla. A Murár-Rédey (Ritter) családfa. II. rész. Dr. Sipos III. Béla. A Murár-Rédey családfa. 2. rész. MATRIKULA 2018.2-4. szám
- A Ritter (Rédey)-Murár családfa és fényképek.Kezdőoldal. markosfalvi-sipos-csaladfa.freewb.hu. (Hozzáférés: 2020. október 27.)
- Sipos Béla: A Rédey (Ritter)-Murár család története és családfája. OSZK-MEK. mek.oszk.hu (Hozzáférés: 2022. január 28.)
- ÁBTL iratok a Marx Károly Közgazdaságtudományi Egyetem tanárairól. 1. rész. Toll és Igazság. Történelem. 2024. 03. 20.[71]
- ÁBTL iratok a Marx Károly Közgazdaságtudományi Egyetem tanárairól. 2. rész. Toll és Igazság. Történelem. 2024. 03. 25.[72]
- ÁBTL iratok a Marx Károly Közgazdaságtudományi Egyetem tanárairól. 3. rész.[73]
- Munkásőrök a Marx Károly Közgazdaságtudományi Egyetemen. Toll és Igazság. Történelem. 2024. 04. 09.[74]
- „Marxista templomozók” a Marx Károly Közgazdaságtudományi Egyetemen. Toll és Igazság. Történelem. 2024. 04. 19.[75]
- A Marx Károly Közgazdaságtudományi Egyetem (1953–1989) a „pártos” egyetem. Toll és Igazság. Történelem. 2024. 04. 30.[76]
- A Közgazdász hetilap a Marx Károly Közgazdaságtudományi Egyetem (1953–1989) hű krónikása. Toll és Igazság. Történelem. 2024. 05. 06.[77]
- A Kondratyjev ciklusok alakulása. Toll és Igazság. Pénzügy-Gazdaság. 2024. 05. 28. [78]
- Van-e jövője a jövőkutatásnak? Toll és Igazság. Kutatás-Kultúra. 2024. 08. 30.[79]
- Termelési függvények felhasználása elemzésre és előrejelzésre. Toll és Igazság. Kutatás-Kultúra. 2024. 06.19. [80]
- Pedagógusok Arcképcsarnoka. Huszonharmadik kötet. Karácsony Sándor Pedagógiai Egyesület. Debrecen. Debrecen. 2024. HU ISSN 1589-4185. Emlékezzünk régiekről. Sipos Béla. Gombár Vince tanár. 312-314. Sipos Béla. Udvarhelyi Ágoston tanár, igazgató, tanulmányi felügyelő, cserkészvezető. 323–325.[81]
- Pedagógusok Arcképcsarnoka. Huszonkettedik kötet. Karácsony Sándor Pedagógiai Egyesület. Debrecen. Debrecen. 2023. HU ISSN 1589-4185. Kovács Lajos énektanár. (társszerzők: Belényessy István, Ferenczi Tibor, Ottó Péter) 191–193.[82]
- Pedagógusok Arcképcsarnoka. Huszonkettedik kötet. Karácsony Sándor Pedagógiai Egyesület. Debrecen. Debrecen. 2023. HU ISSN 1589-4185. Sipos Béla: Ritter-Rédey János néptanító, iskola igazgató. 299-301.[83]
- Pedagógusok Arcképcsarnoka. Huszadik kötet. Karácsony Sándor Pedagógiai Egyesület. Debrecen. 2021. HU ISSN 1589-4185. Sipos Béla: Terray Károly képzőintézeti igazgató, tanár.325-327.[84]
- Pedagógusok Arcképcsarnoka. Huszadik kötet. Karácsony Sándor Pedagógiai Egyesület. Debrecen. Debrecen. 2021. HU ISSN 1589-4185. (társszerző Ferenczi Tibor): Materényi Jenő tanár. 233-236. [85]
- Hosszú (Kondratyjev) ciklusok kimutatása a magyarországi mezőgazdaság idősoraiban. Toll és Igazság. Kutatás-Kultúra. 2024. 11. 25.[86]
- Megatrendek alakulása a világgazdaságban. Toll és Igazság. Kutatás-Kultúra. 2025. 01. 07.[87]
- Sipos Béla: A Lisznyói székely Jakó (Jákó) család OSZK-MEK. mek.oszk.hu (Hozzáférés: 2025. január 29.)
- Sipos Béla: Portré: Heller Farkas. In: Lehmann, Kristóf; Solti, Ágnes; Spéder, Balázs (szerk.) Függetlenség, hitelesség, stabilitás: Popovics Sándor kora és a Magyar Nemzeti Bank alapítása. Budapest, Magyarország: Magyar Nemzeti Bank (MNB) (2024) 415 p. pp. 361-365. [88]

- A Pécsi Tudományegyetem Közgazdaságtudományi Karának 2000-2025 közötti története (55 éves a KTK) OSZK-MEK. MAGÁNKIADÁS. 2025. https://mek.oszk.hu/28400/28423/

## Nyelvismerete
- Német és orosz. Kandidátusi nyelvvizsga, 1979
- Angol nyelv (üzleti nyelv) Middlesex Business School “Management Training Programme in Business English” sikeres elvégzéséért diploma. 1991. december 20.

## Külföldi kutatások
- 1967–2007 között 33 országban volt hivatalos (ösztöndíj, konferencián való részvétel és a PTE képviselete céljából) kiküldetésben.
- 1991–1996 között 6 hónapig dolgozott a Middlesex Business School (London) Egyetemen (The Burroughs, Hendon, London, NW4 4BT, UK) a British Council ösztöndíjasaként.
- A MÖB ösztöndíjasaként 1997-ben Egyiptomban, 1998-ban Dániában, 1999-ben Portugáliában folytatott kutatásokat.
- Számos nemzetközi konferencián tartott előadást, elsősorban a Kondratyjev ciklusok témakörében, pl. 1985. Weimar, 1986. Szófia, Jereván, 1988. Novoszibirszk, 1989. Luhanszk, 1992. Ottawa, 1993. London, 1995. Bergamo, 2001. Isztambul, 2002 Bangkok, Rotterdam.
- 2003-ban az International Visitor Program, Development of Higher Education keretében 2 hetet töltött az USA-ban, Washingtonban, Philadelphiaban és New Yorkban.

## Videófelvétel
- Sipos Béla: Évszázados trendek és hosszú ciklusok Magyarországon és a világgazdaságban – Youtube.com, Közzététel 2012. november 7.